# Котиньяк (десерт)
Котиньяк — мармелад из айвы для намазывания на хлеб, специалитет французской кухни и в особенности города Орлеана.

## Описание
В таких соседних с Францией странах, как Испания, Португалия и отчасти Италия (на юге страны), айвовый мармелад пользуется широкой популярностью. Однако французский котиньяк имеет вкус и традиции употребления, несколько отличные от пиренейского и сицилийского мармелада.
Котиньяк, как и обычное варенье, готовится путём варки айвы с сахаром. В некоторых рецептах рекомендуется комбинировать два и более сорта айвы для достижения нужной вкусовой гаммы. После варки котиньяк пропускают через очень мелкое сито, после чего он приобретает однородную консистенцию. В некоторых случаях в котиньяк добавляют сладкое вино, в других случаях, чтобы придать ему необходимый цвет, вместо вина используют кошениль — натуральный краситель.
По традиции готовый орлеанский котиньяк разливается горячим в маленькие плоские коробочки из еловой коры (материал, аналогичный русской бересте) различного диаметра, крышка которых украшена бумажной этикеткой с изображением памятника Жанне д’Арк, «Орлеанской Деве» в Орлеане. Внешний вид упаковок мало изменился за долгое время. Котиньяк застывает, уже находясь в коробочке.
При изготовлении котиньяка в домашних условиях можно использовать обыкновенные баночки из стекла.

## Этимология
Возможно, что котиньяк, который сегодня ассоциируется в основном с Орлеаном, получил свое название от французского города Котиньяк (департамент Вар). Существует даже целая легенда о том, как предприимчивый аптекарь из средневекового Котиньяка придумал рецепт вкуснейшего мармелада и отправился с ним на ярмарку в Орлеан. Французские филологи, однако, полагают, что слово котиньяк произошло от латинского название айвы (cotoneum) через посредство средневековой вульгарной латыни (codonhatum) и провансальского языка (quodonat).

## История

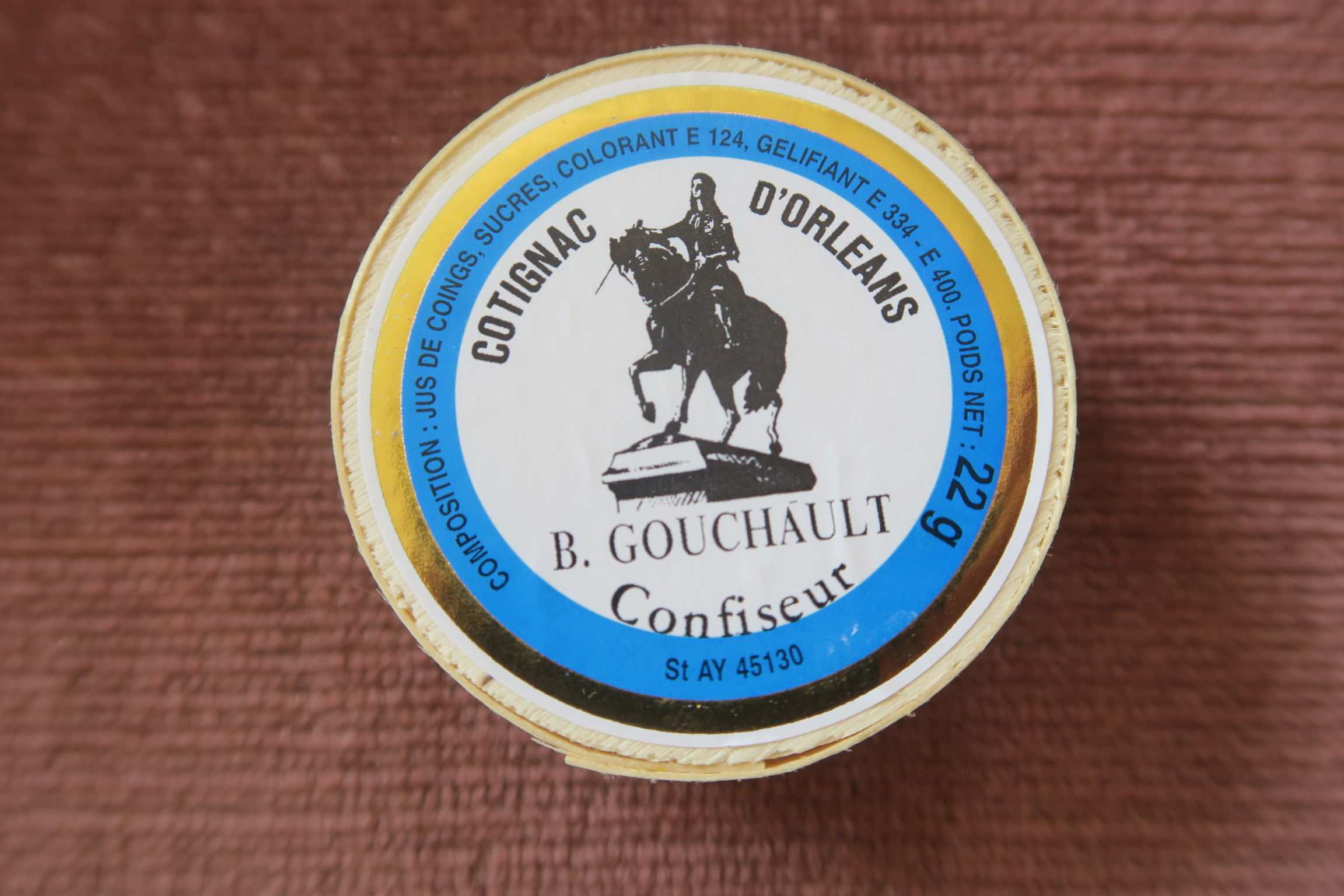
Орлеанский котиньяк в традиционном варианте упаковки

В XVII веке котиньяк употребляли в начале трапезы, полагая, что он способствует пищеварению. Существовало также поверье, что котиньяк полезен беременным женщинам и помогает им произвести на свет красивых детей. Для изготовления котиньяка, который считался блюдом аристократов, в то время использовался не «плебейский» дешёвый мёд, а дорогостоящий заморский сахар. Поскольку котиньяк имел репутацию не только деликатеса, но и лекарства, его изготовлением занимались орлеанские аптекари, иногда именуемые «аптекарями-кондитерами». Это вполне вписывалось в русло общеевропейской традиции изготовления и продажи в аптеках «полезных» сладостей.
Орлеан был оживлённым торговым городом на перекрёстке дорог, и знатные персоны Франции, вплоть до королей, проезжая через Орлеан, приобретали котиньяк или же одаривались им. Писатель XIX века Жан Батист Бонавентура де Рокфор сообщает некоторые подробности о котиньяке.
Кроме Орлеана, котиньяком славились Макон и некоторые другие города.